# Biblioteca de la Bolsa de Valores de Caracas
Biblioteca de la Bolsa de Valores de Caracas es un institución localizada en la urbanización El Rosal, del Municipio Chacao al este del Distrito Metropolitano de la ciudad de Caracas, y al norte del país sudamericano de Venezuela.
Se trata de una biblioteca de propiedad privada abierta al público en general, en especial a inversionistas, investigadores y estudiantes universitarios, donde se puede encontrar todo tipo de material relacionado con el área económica y de las finanzas.